# Krešimir Bagić
Krešimir Bagić (Gradište, 1962.), hrvatski pjesnik, stilističar i kritičar.

## Životopis
Piše poeziju, znanstvene, književnokritičke i esejističke tekstove. Profesor je na Katedri za stilistiku na Filozofskom fakultetu u Zagrebu. Od 1996. do 1999. godine radio je kao lektor za hrvatski jezik i književnost na Sorboni. Od 2005. do 2009. direktor je Zagrebačke slavističke škole. Urednik je portala Stilistika.org.
Bio je urednik u Studentskom listu, Quorumu, na Trećem programu Hrvatskoga radija. Bio je voditelj Sekcije za teoriju književnosti, dopisnik Sportskih novosti sa Svjetskog prvenstva u Francuskoj. Pjesme i znanstveni tekstovi prevođeni su mu na francuski, engleski, njemački, talijanski, nizozemski, češki, ukrajinski, slovenski, švedski, poljski, mađarski, makedonski, litavski, slovački, hindski i druge jezike.
Neka njegova djela u svojoj je antologiji Żywe źródła iz 1996. s hrvatskog na poljski prevela poljska književnica i prevoditeljica Łucja Danielewska.

## Treba li pisati kako dobri pisci pišu
Treba li pisati kako dobri pisci pišu zbirka je Bagićevih eseja. Knjigu je 2004. objavio zagrebački nakladnik Disput. Knjigu otvara rasprava o beletrističkom stilu, a nakon nje slijede rasprave o hrvatskome pjesništvu u drugoj polovici 20. stoljeća, odnosno o hrvatskoj kratkoj priči osamdesetih i devedesetih godina. U oba slučaja Bagić je ponudio stilski i poetički opis odabranih razdoblja, interpretacije važnijih opusa te izdvojio glavne poetičke tendencije.
Djelo obrađuje mnoge hrvatske prozne autore poput Damira Miloša, Ede Popovića i Zorana Ferića do Miljenka Jergovića, Ante Tomića i Romana Simića, kao i pjesnike kao što su Anka Žagar, Delimir Rešicki, Tomislav Domović, Tatjana Gromača, Ivica Prtenjača i Dorte Jagić. Drugi dio Bagićeve knjige posvećen je leksikografiji. Čine ga četiri eseja koja tematiziraju teoriju i praksu sastavljanja rječnika, te komentiraju nesvakidašnja leksikografska djela poput Simeonova Enciklopedijskog rječnika lingvističkih naziva i Krležijane. Knjiga okončava esejem Može li se pisati kako dobar pisac piše, u kojemu autor komentira rezultate stilske vježbe koju je proveo sa studentima, a koja se sastojala u tome da oni napišu tekst od ponuđenih riječi. Dok su pisali, nisu znali da su riječi izvađene iz jedne pjesme Danijela Dragojevića.

### Poezija
- Svako je slovo kurva (s B. Gregorićem – nagrada "Goran"), 1988.
- Između dva snažna dima, 1989.
- Krošnja, 1994.
- Bršljan, 1996.
- Jezik za svaku udaljenost, 2001.
- Le palmier se balance, Pariz 2003.
- U polutami predgrađa, 2006.
- Trebalo bi srušiti zidove (nagrada Dobriša Cesarić), 2011.
- Plaši li te moja boja, 2013.
- Tko baca mrvice kruha dok hoda šumom / Qui sème des miettes de pain en traversant les bois, Rennes 2016.
- Ponornice (Nagrada Zvonko Milković; Nagrada Tin Ujević), 2021.

### Stručne knjige
- Četiri dimenzije sumnje (s J. Matanović, V. Bogišićem i M. Mićanovićem), 1988.
- Živi jezici, 1994.
- Umijeće osporavanja, 1999.
- Brisani prostor (nagrada Julije Benešić), 2002.
- Treba li pisati kako dobri pisci pišu, 2004.
- Rječnik stilskih figura, (Državna nagrada za znanost; Nagrada Kiklop za znanstvenu knjigu godine; Godišnja nagrada Filozofskoga fakulteta), 2012., ²2015
- Uvod u suvremenu hrvatsku književnost, 2016.
- Pogled iz Dubrave, 2017.
- Republika stiha (nagrada Julije Benešić), 2023.
- Figure i stilovi, 2023.

### Uredio
- Rječnik Trećeg programa, 1995.
- Poštari lakog sna. Panorama proze Quorumova naraštaja, 1996.
- Važno je imati stila, 2002.
- Goli grad. Antologija hrvatske kratke priče 80-ih i 90-ih, 2003.
- Bacite stil kroza vrata, vratit će se kroz prozor. Zbornik francuske i frankofone stilistike, 2006.
- Stjepan Gulin, Smokve od soli (izabrane pjesme). Meandar, 2009.
- Ivan Slamnig, ehnti tschatschine Rogge! Zbornik radova 10. Kijevskih književnih susreta, 2011.
- Leksikon hrvatskih književnih kritičara (s M. Mađarević, T. Sesar, B.-V. Šklebek i J. Zečević), 2012.
- Jezik in fabula. Pisci o jeziku i stilu (s G. Puljić i A. Ryznar), Stilistika, 2017. []
- Jezik in fabula: zbornik radova (s G. Puljić i A. Ryznar), Stilistika, 2018. []
- Janko Tomić, Hrvatska stilistika (e-izdanje), Stilistika, 2019.
- Josip Sever, Poezija. Stoljeća hrvatske književnosti. Matica hrvatska, 2020.
- Petar Guberina, Zvuk i pokret u jeziku (e-izdanje), Stilistika, 2020.  Arhivirana inačica izvorne stranice od 15. siječnja 2021. (Wayback Machine)
- Josip Sever, Što je vidio Josip Sever. Matica hrvatska 2022.